# Romance (Camila Cabello)
Romance is het tweede studioalbum van de Cubaans-Amerikaanse zangeres en songwriter Camila Cabello. Het album werd uitgebracht op 6 december 2019 via Epic Records en Syco Music. Het werd geproduceerd door onder meer Frank Dukes, Louis Bell, The Monsters and the Strangerz, John Hill, Andrew Watt en Finneas. Op 13 november kondigde Cabello aan dat het album op 6 december 2019 wordt uitgebracht. Muzikaal is het een pop- en r&b-plaat met latin pop- en rockinvloeden. 
Romance werd ondersteund door zes singles: de dubbele lead singles Liar, en Shameless; Living Proof en My Oh My met de Amerikaanse rapper DaBaby. Het album bevat ook "Señorita", Cabello's duet met de Canadese zanger Shawn Mendes. 

## Promotie

### Singles
"Shameless" en "Liar" werden op 5 september 2019 uitgebracht als de hoofdsingles van het album. "Shameless" behaalde de top 50 bereikt in het Verenigd Koninkrijk, België, Canada, Griekenland, Hongarije, Ierland, Taiwan, Schotland, Singapore en Slowakije. De single  "Liar", deed beter door de top 10 te halen in Bulgarije, Israël, Litouwen, Nederland en Venezuela,  en de top 20 in België, Kroatië, Estland, Griekenland, Hongarije, IJsland, Ierland, Letland, Maleisië, Schotland, Singapore, Slowakije en Slovenië.  Beide nummers werden voorzien van een muziekvideo. Cabello speelde "Liar" voor het eerst tijdens  The Graham Norton Show op 25 oktober 2019. 
"Cry for Me" en "Easy" werden respectievelijk op 4 en 11 oktober 2019 als promotiesingles uitgebracht. Cabello speelde de nummers op Saturday Night Live op 12 oktober 2019.
Op 15 november 2019 werd Romance beschikbaar gesteld voor pre-orders en werd de single "Living Proof " daarnaast uitgebracht. Het nummer werd gepromoot met verschillende live-optredens, waaronder tijdens de American Music Awards 2019, The Tonight Show met Jimmy Fallon en The Ellen DeGeneres Show. Het nummer ontving een videoclip geregisseerd door Alan Ferguson die werd uitgebracht voorafgaand aan haar optreden van de American Music Awards.
"My Oh My" met DaBaby werd op 6 januari 2020 uitgebracht als de laatste single van het album. Cabello en DaBaby speelden het nummer op The Tonight Show met Jimmy Fallon in de hoofdrol op 12 december 2019. Het nummer haalde hoge noteringen in de Verenigde Staten, en andere landen wereldwijd. 
"First Man" werd de zesde single van het album. Op 22 juni 2020 werd het nummer met de bijhorende videoclip gelanceerd. Cabello zong het nummer ook op de 62e Grammy Awards. 

### Andere liedjes
"Señorita", Cabello's duet met Shawn Mendes dat in juni 2019 werd uitgebracht, was oorspronkelijk opgenomen in de deluxe editie van het titelloze derde studioalbum van Mendes. Het werd later ook opgenomen in de tracklist van Romance. "Señorita" werd het eerste Amerikaanse nummer één nummer van Mendes en het tweede nummer van Cabello na "Havana".

### Tour
Cabello kondigde The Romance Tour aan op 13 november 2019. De tournee zou vanaf mei 2020 door Noord-Amerika en Europa gaan maar werd later uitgesteld vanwege de aanhoudende COVID-19-pandemie.

## Tracklist
| 1.                 | Shameless                   | Camila Cabello, Alexandra Tamposi, Andrew Wotman, Jonathan Bellion, Jordan Johnson, Stefan Johnson                                   | 3:39 |
| 2.                 | Living Proof                | Cabello, Tamposi, Justin Tranter, Mattias Larsson, Robin Fredriksson                                                                 |      |
| 3.                 | Should've Said It           | Cabello, Louis Bell, Adam Feeney, Nate Mercereau, Eric Frederic, Wotman, Tamposi                                                     |      |
| 4.                 | Señorita (met Shawn Mendes) | Cabello, Mendes, Wotman, Benjamin LevinTamposi, Charlotte Emma Aitchison, Jack Patterson, Magnus August Høiberg                      |      |
| 5.                 | Liar                        | Cabello, Tamposi, Wotman, Bellion, J. Johnson, S. Johnson, Jenny Berggren, Jonas Berggren, Malin Berggren, Ulf Ekberg, Lionel Richie | 3:27 |
| 6.                 | Bad Kind of Butterflies     | Cabello, Philip Constable, Tamposi, Lindsay Gilbert, Crystal Nicole, J. Johnson, S. Johnson, Oliver Peterhof                         |      |
| 7.                 | Easy                        | Cabello, Tranter, John Hill, Feeney,Bell, Carter Lang, Westen Weiss                                                                  |      |
| 8.                 | Feel It Twice               | Cabello, Bell, Feeney, Tommy Paxton Beesley, Matthew Tavares                                                                         |      |
| 9.                 | Dream of You                | Cabello, Mattias Larsson, Fredriksson, Tranter                                                                                       |      |
| 10.                | Cry for Me                  | Cabello, Ryan Tedder, Feeney Bell | 3:09 |
| 11.                | This Love                   | Cabello, Sam Roman, Dayon Alexander Drinkard, Jeff Shum                                                                              |      |
| 12.                | Used to This                | Cabello, Finneas O'Connell, Amy Wadge                                                                                                |      |
| 13.                | First Man                   | Cabello, Jordan Reynolds, Amy Wadge                                                                                                  |      |
| Totale duur: 43:50 |                             | |      |

| Nr. | Titel    | Producer(s)                                                               | Duur |
| --- | -------- | ------------------------------------------------------------------------- | ---- |
| 4.  | My Oh My | Cabello, Jonathan Kirk, Bell, Feeney, Savan Kotecha, Anthony Clemons, Jr. |      |